# Gore: Ultimate Soldier
Gore: Ultimate Soldier (в российском прокате известен как Gore: Первая кровь) — компьютерная игра в жанре шутера от первого лица для Microsoft Windows, выпущенная 5 июня 2002 года. Разработчик 4D Rulers, издатель - канадская компания DreamCatcher Games (В России — Новый Диск).

## Сюжет
Действие разворачивается в середине двадцать первого столетия, когда перенаселенность и бездумное потребление природных ресурсов совершенно истощили планету. К 2031 году были исчерпаны запасы угля, газа и нефти, а в 2043 году чудовищная эпидемия погубила практически все посевы. Прокатившаяся волна восстаний спала, лишь когда пять миллиардов человек, большая часть населения Земли, погибла от голода. Теперь, когда огромное количество городов оказалось в руинах, в мире воцарились мрак и хаос. И хотя некоторые правительства еще держатся, города оказываются под пятой враждующих между собой бандитских кланов. Чтобы возвратить себе власть и восстановить порядок, правительства проводят научные исследования и наконец открывают новый источник энергии, который получает название «руда». Увы, находка попадает в руки не только силам правопорядка, но и бандам. И война продолжается на новом уровне, не только на Земле, но и в космосе. Кто контролирует энергию, контролирует весь мир.

## Special Edition
4 июля 2008 года Gore: Special Edition был выложен на всеобщее обозрение бесплатно. Также Special Edition включает обновлённую графику, сбалансированный геймплей, и автообновление.

## Оценки
| Сводный рейтинг       | Сводный рейтинг |
| Агрегатор             | Оценка          |
| --------------------- | --------------- |
| GameRankings          | 62,06 %         |
| Metacritic            | 58/100          |
| Иноязычные издания    |                 |
| Издание               | Оценка          |
| ActionTrip            | 7,3/10          |
| GameSpot              | 6,3/10          |
| IGN                   | 8/10            |
| Русскоязычные издания |                 |
| Издание               | Оценка          |
| Absolute Games        | 45 %            |

Игра получила средние и ниже средних оценки критиков. Агрегатор MetaCritic указал среднюю оценку игры по множеству обзоров как 58%. Критике подверглись заштампованность игры, присвоение элементов из других игр, слабый графический движок, слабый сюжет, непроработанные уровни, модели, анимация и искусственный интеллект противников, неудобный многопользовательский режим; похвалы удостоился дизайн уровней и персонажей, а также разнообразие оружия.